# Fisklöstjärnen (Lidens socken, Medelpad)
Fisklöstjärnen är en sjö i Sundsvalls kommun i Medelpad och ingår i Indalsälvens huvudavrinningsområde. Sjön har en area på 0,0482 kvadratkilometer och ligger 368,4 meter över havet.

## Delavrinningsområde
Fisklöstjärnen ingår i det delavrinningsområde (696378-154550) som SMHI kallar för Namn saknas. Medelhöjden är 222 meter över havet och ytan är 14,38 kvadratkilometer. Räknas de 2342 avrinningsområdena uppströms in blir den ackumulerade arean 25 098,49 kvadratkilometer. Avrinningsområdets utflöde Indalsälven mynnar i havet. Avrinningsområdet består mestadels av skog (75 procent). Avrinningsområdet har 1,11 kvadratkilometer vattenytor vilket ger det en sjöprocent på 7,7 procent.